# JS Saoura
Jeunesse Sportive de la Saoura w skrócie JS Saoura – algierski klub piłkarski grający w pierwszej lidze algierskiej, mający siedzibę w mieście Baszszar.

## Sukcesy
- Première Division[1]:
  - wicemistrzostwo (2):  2015/2016, 2017/2018

- Deuxième Division[2]:
  - wicemistrzostwo (1):  2011/2012

## Występy w afrykańskich pucharach
| Sezon     | Rozgrywki           | Runda    | Kraj                          | Klub                | Dom | Wyjazd | Dwumecz |
| --------- | ------------------- | -------- | ----------------------------- | ------------------- | --- | ------ | ------- |
| 2017      | Liga Mistrzów       | wstępna  | Nigeria                       | Enugu Rangers       | 1–1 | 0–0    | 1–1     |
| 2018/2019 | Liga Mistrzów       | wstępna  | Wybrzeże Kości Słoniowej      | SC Gagnoa           | 2–0 | 0–0    | 2–0     |
| 2018/2019 | Liga Mistrzów       | 1        | Maroko                        | Ittihad Tanger      | 2–0 | 0–1    | 2–1     |
| 2018/2019 | Liga Mistrzów       | gr. D    | Tanzania                      | Simba SC            | 2–0 | 0–3    | 2–3     |
| 2018/2019 | Liga Mistrzów       | gr. D    | Egipt                         | Al-Ahly Kair        | 1–1 | 0–3    | 1–4     |
| 2018/2019 | Liga Mistrzów       | gr. D    | Demokratyczna Republika Konga | AS Vita Club        | 1–0 | 2–2    | 3–2     |
| 2021/2022 | Puchar Konfederacji | 2        | Mauretania                    | ASAC Concorde       | 1–1 | 2–1    | 3–2     |
| 2021/2022 | Puchar Konfederacji | play-off | Ghana                         | Hearts of Oak       | 4–0 | 0–2    | 4–2     |
| 2021/2022 | Puchar Konfederacji | gr. D    | Południowa Afryka             | Orlando Pirates     | 0–2 | 0–2    | 0–4     |
| 2021/2022 | Puchar Konfederacji | gr. D    | Eswatini                      | Royal Leopards FC   | 2–0 | 2–0    | 4–0     |
| 2021/2022 | Puchar Konfederacji | gr. D    | Libia                         | Al-Ittihad Trypolis | 1–0 | 1–1    | 2–1     |
| 2022/2023 | Puchar Konfederacji | 2        | Wybrzeże Kości Słoniowej      | SC Gagnoa           | 0–0 | 0–1    | 0–1     |

## Stadion
Domowe mecze klub rozgrywa na stadionie o nazwie Stade 20 Août 1955 w Baszszarze, który może pomieścić 20000 widzów.

## Reprezentanci kraju grający w klubie
Stan na kwiecień 2023.
| - Kadour Beldjilali - Adenour Belkheir - Habib Bouguelmouna - Mohamed Boulaouidet - Abderrahmane Bourdim - Moustapha Djallit - Okacha Hamzaoui - Nacereddine Khoualed | - Aimen Lahmeri - Mohamed Amine Madani - Mohamed Aoudou - Mohamed Al-Ghanodi - Alkhali Bangoura - Saïdouba Camara - Kamilou Daouda - Thomas Ulimwengu |